# Josef Bican
Josef "Pepi" Bican (Viena, 25 de setembro de 1913 — Praga, 12 de dezembro de 2001), foi um futebolista austríaco-checo que atuava como centroavante. 
A FIFA reconhece 805 gols.
No total, Bican marcou 1.137 gols não oficiais em mais de 514 jogos pelo Slavia Praga, com uma proporção de 2,21 gols por jogo em seus quase 15 anos de carreira no clube.
Bican começou sua carreira profissional no Rapid Viena em 1931. Após quatro anos no Rapid, ele se mudou para o rival local Admira Viena. Bican conquistou quatro títulos da liga durante sua passagem pela Áustria, mudou-se para o Slavia Praga em 1937, onde permaneceu até 1948, e se tornou o maior artilheiro de todos os tempos do clube. Mais tarde, ele jogou pelo Sokol Vítkovice, Skoda Hradec Králové e pelo Dínamo Praga, aposentando-se em 1955 como o maior artilheiro de todos os tempos do Campeonato Tchecoslovaco, com 447 gols em 279 jogos.
Em 1998, Josef Bican foi premiado com uma "Medalha de Honra" da IFFHS por estar entre os maiores marcadores de primeiras divisões de todos os tempos. Em 2000, a IFFHS consagrou Josef Bican com a "Bola de Ouro" como reconhecimento do seu estatuto como um dos maiores goleadores do século passado.

## Carreira

### Entre os tchecos doWunderteamAustríaco
Filho de jogador, rápido (corria 100 metros em 10,8 segundos, grande marca na época), bom chutador com as duas pernas, cinco vezes maior artilheiro da Europa, Bican fez parte da grande equipe da Seleção Austrsíaca dos anos 30, conhecida como Wunderteam ("Time Maravilha"), repleta de austro-tchecos: para a Copa do Mundo de 1934, a Áustria chamou, além dele e da estrela Matthias Sindelar, Franz Cisar, Anton Janda, Matthias Kaburek, Josef Smistik, Johann Urbanek e Karl Zischek. Apenas um dos sete gols marcados pela equipe no torneio fora de um austríaco germânico, Anton Schall. Bican marcou o seu contra a França, nas oitavas-de-final.
A Áustria chegou às semifinais, onde foi sorteada para enfrentar o país-sede, a Itália, adversário vencido meses antes, em casa, em um amistoso entre as duas equipes. Desta vez, com uma pressão muito maior de Il Duce Benito Mussolini, que usava o mundial como propaganda de seu regime fascista, os italianos venceram por 1 a 0, com o gol de Enrique Guaita marcado em clamoroso impedimento. A Áustria ainda perderia para a Alemanha o terceiro lugar. O Wunderteam seria extinto de vez com a anexação austríaca pela Alemanha Nazista em 1938, no Anschluß, às vésperas da Copa do Mundo daquele ano.

### Na  Checoslováquia
Desde o ano anterior, Bican já estava na terra de suas raízes, onde se transferira para Slavia Praga, após quatro anos liderando o Rapid Viena. No Rapid, Bican marcara 68 gols em 61 jogos oficiais (263 incluída Copa e jogos amistosos). Antes de chegar ao Slavia, ainda na Áustria, havia passado pelo Admira Viena, onde deixou 21 gols em 31 partidas.
Ficaria no futebol tchecoslovaco até o final da carreira, tendo seu melhor momento os onze anos de sua primeira passagem pelo Slavia, período em que marcou pelo clube incríveis 1055 gols em 540 jogos. O Campeonato Nacional, entretanto, fora interrompido em 1938, ano em que a Alemanha, após anexar primeiramente a região dos Sudetos, avançou sobre toda a Checoslováquia.
Mesmo os números divulgados oficialmente, de 556 gols em 332 jogos são igualmente - 57 em 26 em um dos anos (1943–44). Com cinco títulos de maior artilheiro da Europa de 1939 a 1944 ("Campeonato da Boêmia e Morávia").
O torneio só retornaria oficialmente em 1945, após a Segunda Guerra Mundial, e Bican acabou conquistando apenas uma edição pelo Slavia, saindo do clube uma temporada depois, em 1948. Retornaria em 1952, quando a equipe chamava-se Dínamo Praga, e lá encerrou a carreira, em 1955, aos 42 anos, ainda com gás para marcar 22 gols em 29 jogos.

## Seleção Nacional
Começou a defender a Checoslováquia, pela qual marcaria 12 vezes em 14 jogos, em 1938, já após a Copa do Mundo daquele ano. Durante a Guerra, quando o país foi desmembrado, jogaria ainda pela "metade tcheca", uma Seleção do Protetorado da Boêmia e Morávia, marcando três gols.[carece de fontes?] Seu sucesso chegou a provocar a inveja de alguns colegas de seleção, que se refeririam a ele como "bastardo austríaco".

## Estatísticas

### Clubes
| Equipe            | Temporada         | Campeonato nacional | Campeonato nacional | Copas nacionais | Copas nacionais | Competições continentais | Competições continentais | Total | Total |
| Equipe            | Temporada         | Jogos               | Gols                | Jogos           | Gols            | Jogos                    | Gols                     | Jogos | Gols  |
| ----------------- | ----------------- | ------------------- | ------------------- | --------------- | --------------- | ------------------------ | ------------------------ | ----- | ----- |
| Rapid Amateur     | 1931–32           | 13                  | 24                  | 2               | 3               | –                        | –                        | 15    | 27    |
| Rapid Amateur     | Total             | 13                  | 24                  | 2               | 3               | –                        | –                        | 15    | 27    |
| Rapid Viena       | 1931–32           | 8                   | 10                  | 2               | 2               | –                        | –                        | 10    | 12    |
| Rapid Viena       | 1932–33           | 16                  | 11                  | 2               | 6               | –                        | –                        | 18    | 17    |
| Rapid Viena       | 1933–34           | 22                  | 29                  | 5               | 5               | 3                        | 1                        | 30    | 35    |
| Rapid Viena       | 1934–35           | 3                   | 4                   | –               | –               | –                        | –                        | 3     | 4     |
| Rapid Viena       | Total             | 49                  | 54                  | 9               | 13              | 3                        | 1                        | 61    | 68    |
| Admira Viena      | 1935–36           | 15                  | 8                   | 3               | 2               | 2                        | 2                        | 20    | 12    |
| Admira Viena      | 1936–37           | 11                  | 10                  | 1               | 0               | –                        | –                        | 12    | 10    |
| Admira Viena      | Total             | 26                  | 18                  | 4               | 2               | 2                        | 2                        | 32    | 22    |
| Slavia Praha      | 1936–37           | –                   | –                   | 1               | 4               | –                        | –                        | 1     | 4     |
| Slavia Praha      | 1937–38           | 19                  | 26                  | –               | –               | 8                        | 10                       | 27    | 36    |
| Slavia Praha      | 1938–39           | 20                  | 29                  | –               | –               | 2                        | 2                        | 22    | 31    |
| Slavia Praha      | 1939–40           | 22                  | 49                  | 4               | 6               | –                        | –                        | 26    | 55    |
| Slavia Praha      | 1940–41           | 22                  | 39                  | 10              | 21              | –                        | –                        | 32    | 60    |
| Slavia Praha      | 1941–42           | 22                  | 45                  | 8               | 18              | –                        | –                        | 30    | 63    |
| Slavia Praha      | 1942–43           | 20                  | 39                  | 4               | 7               | –                        | –                        | 24    | 46    |
| Slavia Praha      | 1943–44           | 26                  | 57                  | 6               | 19              | –                        | –                        | 32    | 76    |
| Slavia Praha      | 1944–45           | –                   | –                   | 6               | 20              | –                        | –                        | 6     | 20    |
| Slavia Praha      | 1945–46           | 16                  | 31                  | 1               | 1               | –                        | –                        | 17    | 32    |
| Slavia Praha      | 1946–47           | 23                  | 43                  | –               | –               | –                        | –                        | 23    | 43    |
| Slavia Praha      | 1947–48           | 13                  | 20                  | 3               | 8               | –                        | –                        | 16    | 28    |
| Slavia Praha      | 1948–49           | 7                   | 20                  | –               | –               | –                        | –                        | 7     | 20    |
| Slavia Praha      | Total             | 210                 | 398                 | 43              | 104             | 10                       | 12                       | 263   | 514   |
| Sokol Vítkovice   | 1949              | 21                  | 40                  | –               | –               | –                        | –                        | 21    | 40    |
| Sokol Vítkovice   | 1950              | 23                  | 21                  | –               | –               | –                        | –                        | 23    | 21    |
| Sokol Vítkovice   | 1951              | 12                  | 8                   | –               | –               | –                        | –                        | 12    | 8     |
| Sokol Vítkovice   | Total             | 56                  | 69                  | 0               | 0               | 0                        | 0                        | 56    | 69    |
| Sokol Škoda       | 1952              | 26                  | 53                  | 4               | 7               | –                        | –                        | 30    | 60    |
| Sokol Škoda       | Total             | 26                  | 53                  | 4               | 7               | 0                        | 0                        | 30    | 60    |
| Dínamo Praga      | 1953              | 10                  | 7                   | –               | –               | –                        | –                        | 10    | 7     |
| Dínamo Praga      | 1954              | 14                  | 11                  | –               | –               | –                        | –                        | 14    | 11    |
| Dínamo Praga      | 1955              | 8                   | 4                   | –               | –               | –                        | –                        | 8     | 4     |
| Dínamo Praga      | Total             | 32                  | 22                  | 0               | 0               | 0                        | 0                        | 32    | 22    |
| Total na carreira | Total na carreira | 412                 | 638                 | 62              | 129             | 15                       | 15                       | 489   | 782   |

### Seleção Austríaca
| Ano   | Jogos | Gols |
| ----- | ----- | ---- |
| 1933  | 2     | 1    |
| 1934  | 8     | 5    |
| 1935  | 3     | 3    |
| 1936  | 6     | 5    |
| Total | 19    | 14   |

Expanda a caixa de informações para conferir todos os jogos deste jogador, pela sua seleção.
|     | Data                    | Local                        | Resultado | Adversário      | Gol(s) | Competição                 |
| --- | ----------------------- | ---------------------------- | --------- | --------------- | ------ | -------------------------- |
| 1.  | 29 de novembro de 1933  | Hampden Park, Glasgow        | 2–2       | Escócia         | 0      | Amistoso                   |
| 2.  | 10 de dezembro de 1933  | Olímpico, Amsterdã           | 1–0       | Países Baixos   | 1      | Amistoso                   |
| 3.  | 11 de fevereiro de 1934 | Olímpico, Turim              | 4–2       | Itália          | 0      | Amistoso                   |
| 4.  | 25 de março de 1934     | Charmilles Stadium, Genebra  | 3–2       | Suíça           | 2      | Copa Internacional 1933–35 |
| 5.  | 15 de abril de 1934     | Hohe Warte Stadium, Viena    | 5–2       | Hungria         | 2      | Amistoso                   |
| 6.  | 25 de abril de 1934     | Praterstadion, Viena         | 6–1       | Bulgária        | 0      | Amistoso                   |
| 7.  | 27 de maio 1934         | Olímpico, Turim              | 3–2       | França          | 1      | Copa do Mundo 1934         |
| 8.  | 31 de maio de 1934      | Stadio Littoriale, Bolonha   | 2–1       | Hungria         | 0      | Copa do Mundo 1934         |
| 9.  | 3 de junho de 1934      | San Ciro, Milão              | 1–0       | Itália          | 0      | Copa do Mundo 1934         |
| 10. | 7 de junho de 1934      | Giorgio Ascarelli, Nápoles   | 2–3       | Alemanha        | 0      | Copa do Mundo 1934         |
| 11. | 14 de abril de 1935     | Letenský Stadion, Praga      | 0–0       | Tchecoslováquia | 0      | Copa Internacional 1933–35 |
| 12. | 12 de maio de 1935      | Üllői út, Budapeste          | 3–6       | Hungria         | 0      | Amistoso                   |
| 13. | 6 de outubro de 1935    | Praterstadion, Viena         | 4–4       | Hungria         | 3      | Copa Internacional 1933–35 |
| 14. | 19 de janeiro de 1936   | Metropolitano, Madri         | 5–4       | Espanha         | 1      | Amistoso                   |
| 15. | 26 de janeiro de 1936   | Campo da Constituição, Porto | 3–2       | Portugal        | 1      | Amistoso                   |
| 16. | 22 de março de 1936     | Praterstadion, Viena         | 1–1       | Tchecoslováquia | 1      | Copa Internacional 1936–37 |
| 17. | 5 de abril de 1936      | Hohe Warte Stadium, Viena    | 3–5       | Hungria         | 2      | Amistoso                   |
| 18. | 6 de maio de 1936       | Praterstadion, Viena         | 2–1       | Inglaterra      | 0      | Amistoso                   |
| 19. | 8 de novembro de 1936   | Hardturm, Zurique            | 3–1       | Suíça           | 0      | Copa Internacional 1936–37 |

### Seleção Tchecoslovaca
| Ano   | Jogos | Gols |
| ----- | ----- | ---- |
| 1938  | 3     | 8    |
| 1946  | 4     | 0    |
| 1947  | 2     | 4    |
| 1948  | 2     | 0    |
| 1949  | 3     | 0    |
| Total | 14    | 12   |

Expanda a caixa de informações para conferir todos os jogos deste jogador, pela sua seleção.
|     | Data                   | Local                              | Resultado | Adversário | Gol(s) | Competição                 |
| --- | ---------------------- | ---------------------------------- | --------- | ---------- | ------ | -------------------------- |
| 1.  | 7 de agosto de 1938    | Estádio Råsunda, Estocolmo         | 6–2       | Suécia     | 3      | Amistoso                   |
| 2.  | 28 de agosto de 1938   | Stadion Concordije, Zagreb         | 3–1       | Iugoslávia | 1      | Copa Edouard-Bénès 1937–38 |
| 3.  | 4 de dezembro de 1938  | Letenský Stadion, Praga            | 6–2       | Romênia    | 4      | Copa Edouard-Bénès 1937–38 |
| 4.  | 7 de abril de 1946     | Olympique Yves-du-Manoir, Colombes | 0–3       | França     | 0      | Amistoso                   |
| 5.  | 14 de setembro de 1946 | Letenský Stadion, Praga            | 3–2       | Suíça      | 0      | Amistoso                   |
| 6.  | 29 de setembro de 1946 | Stadion Beogradski, Belgrado       | 2–4       | Iugoslávia | 0      | Amistoso                   |
| 7.  | 27 de outubro de 1946  | Praterstadion, Viena               | 4–3       | Áustria    | 0      | Amistoso                   |
| 8.  | 11 de maio de 1947     | Letenský Stadion, Praga            | 3–1       | Iugoslávia | 2      | Amistoso                   |
| 9.  | 31 de agosto de 1947   | Letenský Stadion, Praga            | 6–3       | Polónia    | 2      | Amistoso                   |
| 10. | 18 de abril de 1948    | Stadion Wojska Polskiego, Varsóvia | 1–3       | Polónia    | 0      | Copa dos Balcãs 1948       |
| 11. | 29 de agosto de 1948   | Stadium Yunak, Sófia               | 0–1       | Bulgária   | 0      | Copa dos Balcãs 1948       |
| 12. | 10 de abril de 1949    | Estádio de Strahov, Praga          | 5–2       | Hungria    | 0      | Copa Internacional 1948–53 |
| 13. | 22 de maio de 1949     | Estádio de Strahov, Praga          | 3–2       | Romênia    | 0      | Amistoso                   |
| 14. | 4 de setembro de 1949  | Estádio de Strahov, Praga          | 1–3       | Bulgária   | 0      | Amistoso                   |

### Seleção Boêmia e Morávia
| Ano   | Jogos | Gols |
| ----- | ----- | ---- |
| 1939  | 3     | 6    |
| Total | 3     | 6    |

Expanda a caixa de informações para conferir todos os jogos deste jogador, pela sua seleção.
|    | Data                   | Local                           | Resultado | Adversário | Gol(s) | Competição |
| -- | ---------------------- | ------------------------------- | --------- | ---------- | ------ | ---------- |
| 1. | 21 de maio de 1939     |                                 | 1–7       | Ostmark    | 0      | Amistoso   |
| 2. | 22 de outubro de 1939  | Letenský Stadion, Praga         | 5–5       | Ostmark    | 3      | Amistoso   |
| 3. | 12 de novembro de 1939 | Hermann Göring Stadium, Wroclaw | 4–4       | Alemanha   | 3      | Amistoso   |

## Títulos

### Como jogador
Rapid Viena
- Campeonato Austríacoː 1934–35

Admira Viena
- Campeonato Austríacoː 1935–36 e 1936–37

Slavia Praga
- Campeonato Tchecoslovacoː 1939–40, 1940–41, 1941–42, 1942–43, 1946–47, 1948
- Copa Boemiaː 1940–41, 1943, 1944
- Copa da República Tchecaː 1940–41, 1941–42
- Copa Mitropaː 1938

### Como técnico
Spartak ZJŠ Brno
- Copa da Tchecoslováquiaː 1959–60

### Prêmios individuais
- 34º Melhor jogador do século XX pela IFFHS
- Maior artilheiro da primeira divisão pela IFFHS

### Artilharias
- Campeonato Austríaco de 1933–34 (29 gols)
- Campeonato Tchecoslovaco de 1937–38 (24 gols)
- Copa Mitropa de 1938 (10 gols)
- Campeonato Tchecoslovaco de 1938–39 (29 gols)
- Campeonato Tchecoslovaco de 1939–40 (49 gols)
- Campeonato Tchecoslovaco de 1940–41 (39 gols)
- Campeonato Tchecoslovaco de 1941–42 (45 gols)
- Campeonato Tchecoslovaco de 1942–43 (39 gols)
- Campeonato Tchecoslovaco de 1943–44 (57 gols)
- Campeonato Tchecoslovaco de 1945–46 (31 gols)
- Campeonato Tchecoslovaco de 1946–47 (43 gols)
- Campeonato Tchecoslovaco de 1950 (21 gols)

### Recordes
- Maior artilheiro do Campeonato Tchecoslovaco: 447 gols em 279 jogos

## Morte
Em seus últimos meses de vida, Bican começou a sofrer problemas cardíacos. Desejava passar o Natal de 2001 com a família, mas acabou morrendo duas semanas antes da data. Foi sepultado no Cemitério Vyšehrad